# Streif
Die Streif ist eine Skirennstrecke oberhalb von Kitzbühel in Österreich und seit 1937 Schauplatz der internationalen Hahnenkammrennen.
Sie gilt als eine der schwierigsten und gefährlichsten Rennpisten der Welt. Sowohl Abfahrt als auch Super-G gehören zu den anspruchsvollsten Skirennen.
Wenn kein Skirennen stattfindet, ist die Streif für alle Wintersportler im Skigebiet Kitzbühel befahrbar. Die als rote (mittelschwere) Piste markierte Streif-Familienabfahrt umgeht die drei schwierigsten Abschnitte, diese sind als extreme Skiroute gekennzeichnet.

## Streckenführung

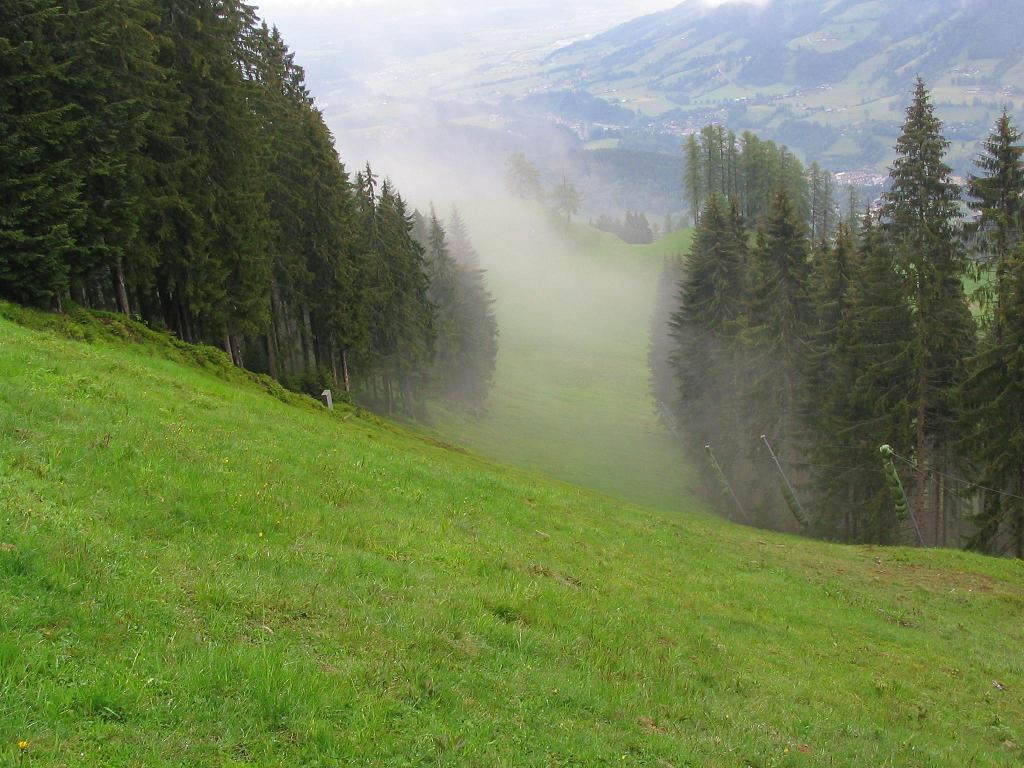
Die Alte Schneise im Sommer

Der Start der Abfahrt liegt in einer Höhe von 1665 m ü. A. am Hahnenkamm. Ein Rennläufer ist dabei meist in weniger als drei Fahrsekunden auf 60 km/h. Mit dem ersten Sprung geht es in die Mausefalle. Sie ist das steilste Stück der Strecke und weist ein Gefälle von 85 % (40,4°) auf. Dort springen die Rennläufer je nach Präparierung bis zu 60 Meter weit. In den 1970er-Jahren erreichten manche Läufer 80 Meter. Es folgt die Kompression in der Mausefalle, an der die Läufer kurzfristig Kräften des rund Dreifachen ihres Körpergewichtes ausgesetzt sind. Nach einer Linkskurve fährt der Rennläufer über einen 180°-Rechtsschwung – auch als Karussell bezeichnet – und eine weitere Linkskurve in den technisch anspruchsvollen Steilhang ein. An dessen Ende wartet mit der Steilhangausfahrt eine der Schlüsselstellen, an der oft schon eine Vorentscheidung über Sieg oder Niederlage fällt.
Hier gilt es, möglichst viel Geschwindigkeit in den langgezogenen und relativ flachen Brückenschuss mitzunehmen. Das insgesamt rund 20 Fahrsekunden dauernde Gleitstück setzt sich fort mit dem Gschöss und geht dann mit einem Sprung in die Alte Schneise über. In der Anfahrt zum Seidlalm-Sprung befindet sich eine erste leichte Steigung. Dann geht es in einer langgezogenen Linkskurve um die Seidlalm herum. Nach einem Rechtsschwung folgt der Lärchenschuss. In einem weiteren Rechtsschwung gilt es, möglichst viel Geschwindigkeit in den Abschnitt Oberhausberg mitzunehmen, wo wieder eine leichte Steigung zu absolvieren ist. Über einen eher flachen Abschnitt mit technisch anspruchsvollen Toren nähern sich die Läufer der Hausbergkante, die bereits vom Ziel aus einsehbar ist.
Am Sprung über die Hausbergkante gilt es, Richtung zu machen, um darauf beim langgezogenen Linksschwung möglichst viel Höhe für die Traverse zu gewinnen. So kann der Läufer verhindern, dass er dann in der Traverse von ihren zahlreichen Wellen und Schlägen zu weit nach unten getragen wird. Die spektakuläre Traverse mündet über einen markant gesetzten Rechtsschwung in den langen Zielschuss, wo in der Zielschusskompression Geschwindigkeiten bis zu 140 km/h erreicht werden. Darauf folgt noch der Zielsprung mit Sprüngen bis zu 80 Metern. Die Streif endet in einer Höhe von 805 m ü. A. in der Nähe des Stadtzentrums von Kitzbühel.
Die Streckenlänge der Abfahrt beträgt 3312 Meter, das durchschnittliche Gefälle 27 % (15,1°).
Seit der Saison 1999/2000 wird auch jährlich ein Super-G ausgetragen. Im Jahr 2000 befand sich der Start an der Einfahrt zur Alten Schneise. In den darauffolgenden Jahren wurde das Rennen von der Streifalm, welche dem Rennkurs bis heute ihren Namen verleiht, aus gestartet. Diese befindet sich nicht auf der Abfahrtsstrecke, sondern bei dieser Startvariante mündet der Lauf erst beim Seidlalm-Sprung auf die Streif. Im Zeitraum von 2008 bis 2010 wurde der Super-G wiederum von der Alten Schneise gestartet. Bei der Austragung 2011 erhielt der Super-G einen neuen Startplatz beim neu geschaffenen Speicherteich Seidlalmsee 2, welcher sich etwas unterhalb des alten Streifalm-Starts befindet. 2018 wurde aufgrund von Schonung der Traverse für die Abfahrt am darauffolgenden Tag eine neue Streckenführung gewählt. Erstmals in der Geschichte der Hahnenkammrennen wurde der Super-G knapp oberhalb der Mausefalle gestartet und verlief über die klassische Abfahrtsstrecke bis zum Oberhausberg, wo sich das Ziel, genauer gesagt das Ende der Zeitmessung, befand.
Die Streckenlänge des Super-Gs beträgt 2150 Meter, das durchschnittliche Gefälle 24 %.

## Geschichte
Die erste Hahnenkamm-Abfahrt 1931 gewann Ferdl Friedensbacher. Erstmals auf der Streif wurde 1937 gefahren, der Sieger hieß Thaddäus Schwabl mit einer Rennzeit von 3:53,1 Minuten. Den bis heute gültigen Streckenrekord erzielte 1997 der Österreicher Fritz Strobl mit einer Laufzeit von 1:51,58 Minuten (Durchschnittsgeschwindigkeit: 107 km/h).
Die Hahnenkamm-Abfahrt musste schon mehrmals wetterbedingt abgesagt (1938, 1964, 1988, 1994, 2005, 2007) oder verkürzt werden (1995, 2000, 2003, 2006, 2008, 2012, 2015, 2016). 1972, 1998 und 2014 fanden die Rennen auf veränderter Piste statt: Anstelle über den Hausberg wurde über den Oberen Ganslern und den Slalomhang gefahren. 2016 wurde mit Rücksicht auf die ungünstigen Sichtverhältnisse das Starthaus etwas näher an die Mausefalle hin verlegt.
Andererseits gab es auch einige Winter, in denen auf der Streif eine anderswo abgesagte Abfahrt nachgeholt wurde; solche Abfahrten gelten in der Statistik nicht als Hahnenkamm-Abfahrt, sondern als „Zusatzrennen“, ebenso wie die von 1997 bis 1999 am Vortag der Hahnenkamm-Abfahrt ausgetragenen Sprint-Abfahrten in zwei Durchgängen. Auch der erstmals 1995 und seit 2000 regelmäßig auf der Streif gefahrene Super-G gilt als Zusatzrennen. In manchen Jahren war das Zusatzrennen auch ein Riesenslalom oder ein zweiter Slalom.
Es gibt daher einige Läufer, die an einem Rennwochenende zwei Abfahrten auf der Streif gewinnen konnten – sowohl die Hahnenkamm-Abfahrt als auch das Zusatzrennen: Christian Pravda (1951), Karl Schranz (1972), Josef Walcher (1978), Pirmin Zurbriggen (1985), Peter Wirnsberger (1986), Franz Heinzer (1992), Luc Alphand (1995), Beat Feuz (2021) und Cyprien Sarrazin (2024).
Die Hahnenkamm-Abfahrt verfolgen zwischen 40.000 und 50.000 Zuschauer am Zielhang und im Zielstadion, woraus die berühmte Zuschauerkulisse resultiert. Auch bei der Siegerehrung am Abend des Abfahrtstages finden sich jährlich mehrere Tausend Zuschauer ein, um die besten sechs Abfahrer zu feiern.
Mit einer Grätsche auf dem Sprung im Zielschuss lieferte der Italiener Kristian Ghedina im Jahr 2004 eine besondere Einlage. Ebenfalls spektakulär, allerdings nicht beabsichtigt, war 1995 der Sturz des Italieners Pietro Vitalini von der Traverse nach der Hausbergkante, den er dank einer Menge Neuschnee unverletzt überstand; in der am selben Tag ausgetragenen zweiten Abfahrt fuhr er schließlich auf den fünften Platz.
Seit 2011 findet das Streif Vertical Up statt. Bei dieser Veranstaltung muss die originale Weltcup-Abfahrtstrecke von unten nach oben mit reiner Muskelkraft bewältigt werden. Die freie Materialwahl (z. B. Spikeschuhe, Steigeisen, Tourenski usw.) in Kombination mit der Abhaltung des Rennens bei Dunkelheit machen diesen Lauf derzeit einzigartig. Der Streckenrekord steht bei 30:29,1 Minuten, gehalten von Christian Hoffmann.
Im Jänner 2023 startete die 38-jährige Lindsey Vonn vier Jahre nach ihrem Karriereende als erste Frau nachts vom Originalstart der Streif, und das Video der Nachtabfahrt auf der Originalstrecke wurde über Social Media ausgespielt.
Im März 2025 fanden erstmals nach 64 Jahren wieder Damenrennen auf der Streif statt. Bei den im Rahmen des Europacups Super-Gs siegten Nadine Fest bzw. Magdalena Egger. Die beiden Rennen wurden auf unterhalb der Mausefalle gestartet und endeten am Oberhausberg wobei der Streckenabschnitt Alte Schneise  umfahren wurde.

## Sieger

### Abfahrt
5-mal
- Didier Cuche (1998, 2008, 2010, 2011, 2012) − 4 × Hahnenkammabfahrt, 1 Zusatzrennen (1998)

4-mal
- Franz Klammer (1975, 1976, 1977, 1984) − 4 × Hahnenkammabfahrt
- Karl Schranz (1966, 1969, 1972 × 2) − 3 × Hahnenkammabfahrt, 1 Zusatzrennen (1972)

3-mal
- Christian Pravda (1951 × 2, 1954) − 2 × Hahnenkammabfahrt, 1 Zusatzrennen (1951)
- Pirmin Zurbriggen (1985 × 2, 1987) − 2 × Hahnenkammabfahrt, 1 Zusatzrennen (1985)
- Franz Heinzer (1991, 1992 × 2) − 2 × Hahnenkammabfahrt, 1 Zusatzrennen (1992)
- Luc Alphand (1995 × 2, 1997) − 1 × Hahnenkammabfahrt, 2 Zusatzrennen (1995, 1997)
- Dominik Paris (2013, 2017, 2019)
- Beat Feuz (2021 × 2, 2022) − 2 × Hahnenkammabfahrt, 1 Zusatzrennen (2021)

2-mal
- Thaddäus Schwabl (1937, 1946)
- Andreas Molterer (1955, 1958)
- Toni Sailer (1956, 1957)
- Roland Collombin (1973, 1974)
- Josef Walcher (1978 × 2 − Hahnenkammabfahrt + Zusatzrennen)
- Sepp Ferstl (1978, 1979)
- Steve Podborski (1981, 1982)
- Peter Wirnsberger (1986 × 2 − Hahnenkammabfahrt + Zusatzrennen)
- Günther Mader (1995 Zusatzrennen, 1996 Hahnenkammabfahrt)
- Fritz Strobl (1997, 2000)
- Lasse Kjus (1999, 2004 – jeweils Zusatzrennen)
- Stephan Eberharter (2002, 2004)
- Aleksander Aamodt Kilde (2022 − Zusatzrennen, 2023)
- Cyprien Sarrazin (2024 × 2 – Hahnenkammabfahrt + Zusatzrennen)

1-mal
- Karl Feix (1947)
- Hellmut Lantschner (1948)
- Egon Schöpf (1949)
- Fritz Huber jun. (1950)
- Bernhard Perren (1953)
- Buddy Werner (1959)
- Adrien Duvillard (1960)
- Guy Périllat (1961)
- Willi Forrer (1962)
- Egon Zimmermann (1963)
- Ludwig Leitner (1965)
- Jean-Claude Killy (1967)
- Gerhard Nenning (1968)
- Dumeng Giovanoli (1970 RTL)
- Ken Read (1980)
- Todd Brooker (1983)
- Bruno Kernen (1983 – Zusatzrennen)
- Daniel Mahrer (1989)
- Marc Girardelli (1989 − Zusatzrennen)
- Atle Skårdal (1990 – 1. Sprint Abfahrt)
- Patrick Ortlieb (1994)
- Kristian Ghedina (1998)
- Hans Knauß (1999)
- Hermann Maier (2001)
- Daron Rahlves (2003)
- Michael Walchhofer (2006)
- Didier Défago (2009)
- Hannes Reichelt (2014)
- Kjetil Jansrud (2015)
- Peter Fill (2016)
- Thomas Dreßen (2018)
- Matthias Mayer (2020)
- Vincent Kriechmayr (2023 − Zusatzrennen)
- James Crawford (2025)

### Super-G
5-mal
- Hermann Maier (Maier landete bei sieben Starts unter den Top Zwei: Siege: 2000, 2001, 2003, 2005, 2006; 2. Platz: 2004, 2008)

3-mal
- Aksel Lund Svindal (2013, 2016, 2018)

1-mal
- Günther Mader (1995)
- Stephan Eberharter (2002)
- Daron Rahlves (2004)
- Marco Büchel (2008)
- Klaus Kröll (2009)
- Didier Cuche (2010)
- Ivica Kostelić (2011)
- Didier Défago (2014)
- Dominik Paris (2015)
- Matthias Mayer (2017)
- Josef Ferstl (2019)
- Kjetil Jansrud (2020)
- Vincent Kriechmayr (2021)
- Marco Odermatt (2025)

## Schwere Stürze
Die Streif gilt als eine der gefährlichsten Abfahrts-Rennstrecken der Welt. Zahlreiche schwere Stürze belegen dies:
- 11. Jänner 1985: Der deutsche Abfahrtsläufer Klaus Gattermann verlor beim Sprung über die Hausbergkante die Kontrolle und stürzte schwer. Er zog sich dabei einen Nasenbeinbruch und eine schwere Gehirnerschütterung zu.[13] Dieser Sturz leitete – trotz eines Comebackversuchs – letztlich sein Karriereende ein.
- 23. Jänner 1987: Der Kanadier Todd Brooker stürzte bei der Einfahrt zum Zielhang. Der Kitzbühel-Sieger von 1983 erlitt eine Gehirnerschütterung, einen Nasenbeinbruch, Gesichtsverletzungen und eine Knieverletzung. Am Saisonende beendete er die Laufbahn.
- 14. Jänner 1989: Brookers Landsmann Brian Stemmle prallte bei der Steilhang-Ausfahrt ins Netz und schwebte danach in Lebensgefahr. Unter anderem erlitt er eine Beckenzertrümmerung, tagelang lag er in Innsbruck auf der Intensivstation. Stemmle klagte und gewann gegen den Skiclub und kehrte Jahre später wieder auf die Streif zurück, musste nach einem weiteren Kitzbühel-Sturz 1999 aber seine Karriere beenden.
- 9. Jänner 1991: Der Amerikaner Bill Hudson verunglückte in der Mausefalle. Er erlitt einen Schulterblattbruch, eine Fraktur des vierten Brustwirbelkörpers, einen Speichenbruch links sowie Lungenverletzungen.
- 14. Jänner 1995: Der Italiener Pietro Vitalini verlor auf der Traverse die Kontrolle und wurde über das Sicherheitsnetz geschleudert und stürzte den Hang hinunter, wobei er sich mehrfach überschlug. Auch bedingt durch den tagelangen Schneefall blieb er unverletzt und wurde in der zweiten Abfahrt Fünfter.
- 10. Jänner 1996: Im Training stürzten mehrere Läufer wie Andreas Schifferer, Pepi Strobl oder Lasse Kjus schwer. Schifferer erlitt beim Sturz am Zielsprung ein Schädel-Hirn-Trauma und lag drei Tage im Koma.
- 23. Jänner 1998: Der Österreicher Roland Assinger prallte in der zweiten Sprintabfahrt gegen eine Streckenbegrenzung und wurde verletzt an Schulter und Rippen ins Krankenhaus gebracht.
- 21. Jänner 1999: Patrick Ortlieb erlitt bei einem Sturz an der Hausbergkante unter anderem einen Trümmerbruch im rechten Oberschenkel. Dazu verletzte er sich an Hüfte und Knie. Die Karriere des Olympiasiegers war vorzeitig zu Ende.
- 20. Jänner 2005: Der Österreicher Thomas Graggaber erlitt bei einem Trainingssturz Serienrippenbrüche sowie schwere Verletzungen an Schulter und Lunge, was sein Laufbahnende markierte.
- 16. Jänner 2008: Andreas Buder zog sich bei einem Trainingssturz auf der Streif unter anderem einen Bruch des rechten Schienbeinkopfes zu und musste sechs Monate pausieren. Der Niederösterreicher erholte sich davon nie mehr richtig und beendete im Jänner 2011 seine Karriere.
- 19. Jänner 2008: Scott Macartney stürzte im Zielschuss bei 141,2 km/h und erlitt ein Schädel-Hirn-Trauma. Nachdem er ins künstliche Koma versetzt wurde, erholte er sich jedoch rasch und konnte das Krankenhaus nach drei Tagen wieder verlassen. Er überstand den Sturz ohne Knochenverletzungen, erlitt aber zahlreiche Abschürfungen.[14] Im November 2008 gab er in der Abfahrt in Lake Louise sein Comeback, nach der Saison 2009/10 gab Macartney seinen Rücktritt vom Skirennsport bekannt.
- 22. Jänner 2009: Beim Abschlusstraining stürzte Daniel Albrecht beim Zielsprung schwer und blieb bewusstlos liegen. Nach der Erstversorgung wurde er ins nächstgelegene Krankenhaus in St. Johann geflogen und schließlich in die Universitätsklinik Innsbruck verlegt.[15] Er erlitt ein schweres Schädel-Hirn-Trauma und Lungenquetschungen. Nach mehr als dreieinhalb Wochen erwachte er am 12. Februar aus dem Koma[15] und wurde zur Rehabilitation ins Inselspital Bern verlegt. 22 Monate später kehrt er im Dezember 2010 in den Weltcup zurück.
- 20. Jänner 2011: Hans Grugger verlor beim Trainingslauf in der Mausefalle die Kontrolle, stürzte mit dem Rücken hart auf die Piste und blieb regungslos liegen. Er zog sich schwere Kopf- und Brustverletzungen zu. Er wurde sofort in die Universitätsklinik nach Innsbruck geflogen, dort notoperiert und ins künstliche Koma versetzt. Es bestand akute Lebensgefahr.[16]
- 22. Jänner 2011: Der Südtiroler Siegmar Klotz stürzte nach der Hausbergkante schwer und zog sich ein gebrochenes Handgelenk und eine Gehirnerschütterung zu.[17]
- 26. Jänner 2013: Der Südtiroler Peter Fill verfing sich in der Plane nach dem Steilhang und überschlug sich. Er wurde hierbei jedoch nicht ernsthaft verletzt.
- 23. Jänner 2016: Drei schwere Stürze (Aksel Lund Svindal, Hannes Reichelt und Georg Streitberger) überschatteten das Rennen. Das Abfahrtsrennen der Herren wurde aufgrund der immer schlechter werdenden Bodensicht nach dem 30. Läufer abgebrochen.
- 22. Jänner 2021: Ryan Cochran-Siegle und Urs Kryenbühl stürzen bei der Abfahrt. Das Rennen wurde aufgrund von starken Windböen nach 30 Fahrern abgebrochen.